# 榮譽退休
榮譽退休（英語：Emeritus），是一些人士退休後所被授予的榮譽稱號，例如美国大學教授退休後會成為「榮譽退休教授」，天主教會主教退休後則會稱為「榮休主教」（Bishop Emeritus）。該稱號不適用於逝者。